# 히가시구 (삿포로시)
히가시구(일본어: 東区→동구)는 일본 홋카이도 삿포로시 북동부에 있는 구이다. 1955년에 삿포로시와 합병한 옛 삿포로촌의 구역으로, 1972년에 설치되었다. 삿포로시의 구 중에서는 기타구에 이어 2번째로 인구가 많다.

## 지리
지형은 평탄하며 동쪽에는 도요히라강과 이시카리강이 흘러 시로이시구, 에베쓰시, 도베쓰정과의 경계를 이룬다. 서쪽으로 흐르는 소세이강을 사이에 두고 기타구와 접하고 있다. 토지 이용은 남서부가 삿포로 시가지의 북동부를 이루고, 그 외는 밭농사지, 공업지, 교외 주택지이다.

### 인접한 자치체
- 삿포로시
  - 기타구, 주오구, 시로이시구
- 에베쓰시
- 이시카리군 도베쓰정

## 역사
에도 시대에 원래 후시코강 상류 부근(현재의 나에보정 부근에 해당하는 지역)에는 마쓰마에번의 지행지로 이시카리 13장소 중 하나인 나이호 장소가 세워져 에조 사람들과 교역을 했다.
삿포로촌의 건설은 에도 막부 말기로 거슬러 올라가, 메이지 시대에 건설된 삿포로시보다 오래되었다. 1866년 오토모 가메타로 등 수십 명이 오테사쿠 장을 연 것이 시작이다. 이후 홋카이도 11국 86군이 제정되었을 때, 이곳은 이시카리국 삿포로군에 속해 삿포로 본촌으로 불렸다. 1870년 우젠국 에치고국으로부터 주민들이 이주해 왔고, 삿포로촌 근처에 거주한 가시와자키현(니가타현)에서 온 이주자 구역을 삿포로 신촌이라고 했다. 별도로 사카타현(야마가타현)에서 이주해 온 사람들에 의해 나에보촌, 오카다마촌이 생겼다. 이들이 합병해 탄생한 것이 삿포로촌으로, 삿포로시의 북동쪽 교외에 있는 농촌으로 발전했다. 훗날 삿포로시의 확장으로 남서부부터 시가화되어 1955년에 삿포로시에 합병되었다. 1972년에 삿포로시가 정령지정도시가 되었을 때 옛 삿포로촌의 구역을 계승하는 형태로 히가시구가 설치되었다.

## 인구
|                     |           |  |
| 1975년（쇼와50년）  | 195,682명 |  |
| 1980년（쇼와55년）  | 213,310명 |  |
| 1985년（쇼와60년）  | 224,539명 |  |
| 1990년（헤세2년）   | 232,999명 |  |
| 1995년（헤세7년）   | 241,319명 |  |
| 2000년（헤세12년）  | 248,950명 |  |
| 2005년（헤세17년）  | 253,996명 |  |
| 2010년（헤세22년）  | 255,873명 |  |
| 2015년（헤세27년）  | 261,912명 |  |
| 2020년（레이와2년） | 265,379명 |  |

|colspan="2" style="text-align:right"|일본 총무성 통계국 국세조사
|-

## 교통

### 공항
- 삿포로 비행장(오카다마 공항)

### 철도
- 삿포로시 교통국(삿포로 시영 지하철)
  - 도호선

### 도로
- 삿손 자동차도
- 국도 5호선
- 국도 제231호선 (일본)(일본어판)
- 국도 274호선
- 국도 제275호선 (일본)(일본어판)